# 引山インターチェンジ
引山インターチェンジ（ひきやまインターチェンジ）は、愛知県名古屋市名東区引山二丁目にある名古屋第二環状自動車道のインターチェンジである。

## 概要
名古屋IC・名古屋南JCT方面への入口と同方面からの出口のみを持つハーフインターチェンジである 。このICから清洲JCT・名古屋西JCT方面へは行くことはできず、同方面からの本線流出もできないことから、流出入にあたっては隣りの大森ICを利用する。
出入口および料金所は高架部に敷設され、本線半地下道路へ接続する。高架とされたのは、出入口直下を香流川と道路が横断するためである。元々の計画では引山IC - 大森IC間の河川横断区間は一般部（国道302号）と並んで専用部（名二環）も高架橋となる予定だったが、住民側の環境面の要求からトンネル方式に変更された経緯を持つ。このため、本線は水底トンネル（名東トンネル）を通過することから、引山IC - 大森IC間は危険物積載車両の通行が禁止されている 。なお、出入口の分合流部は名東トンネルの南側（上社JCT方向）となることから、規制対象車両は引山ICで出入することになる。

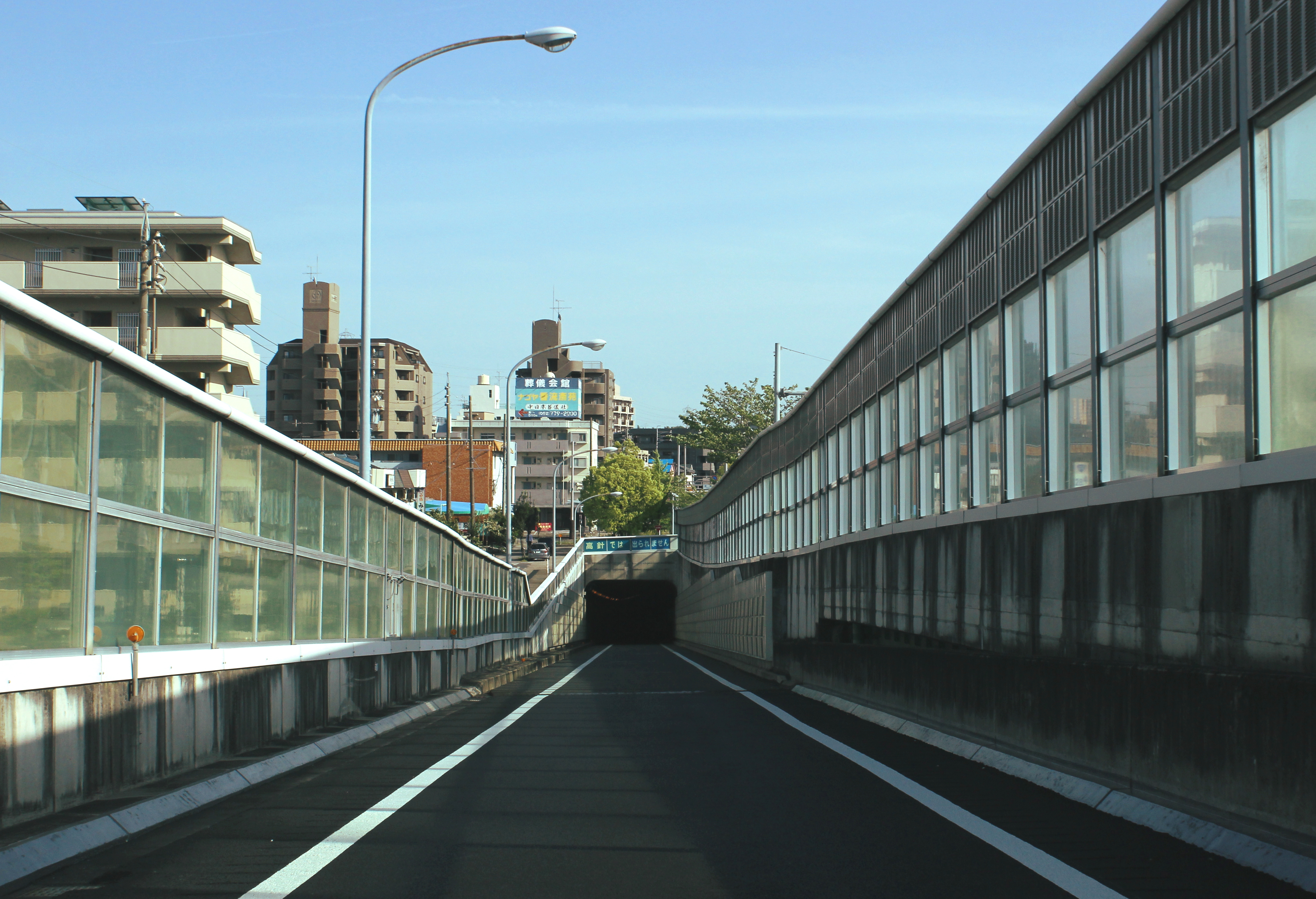
トールゲート通過後、高架橋を下って地下に入る。
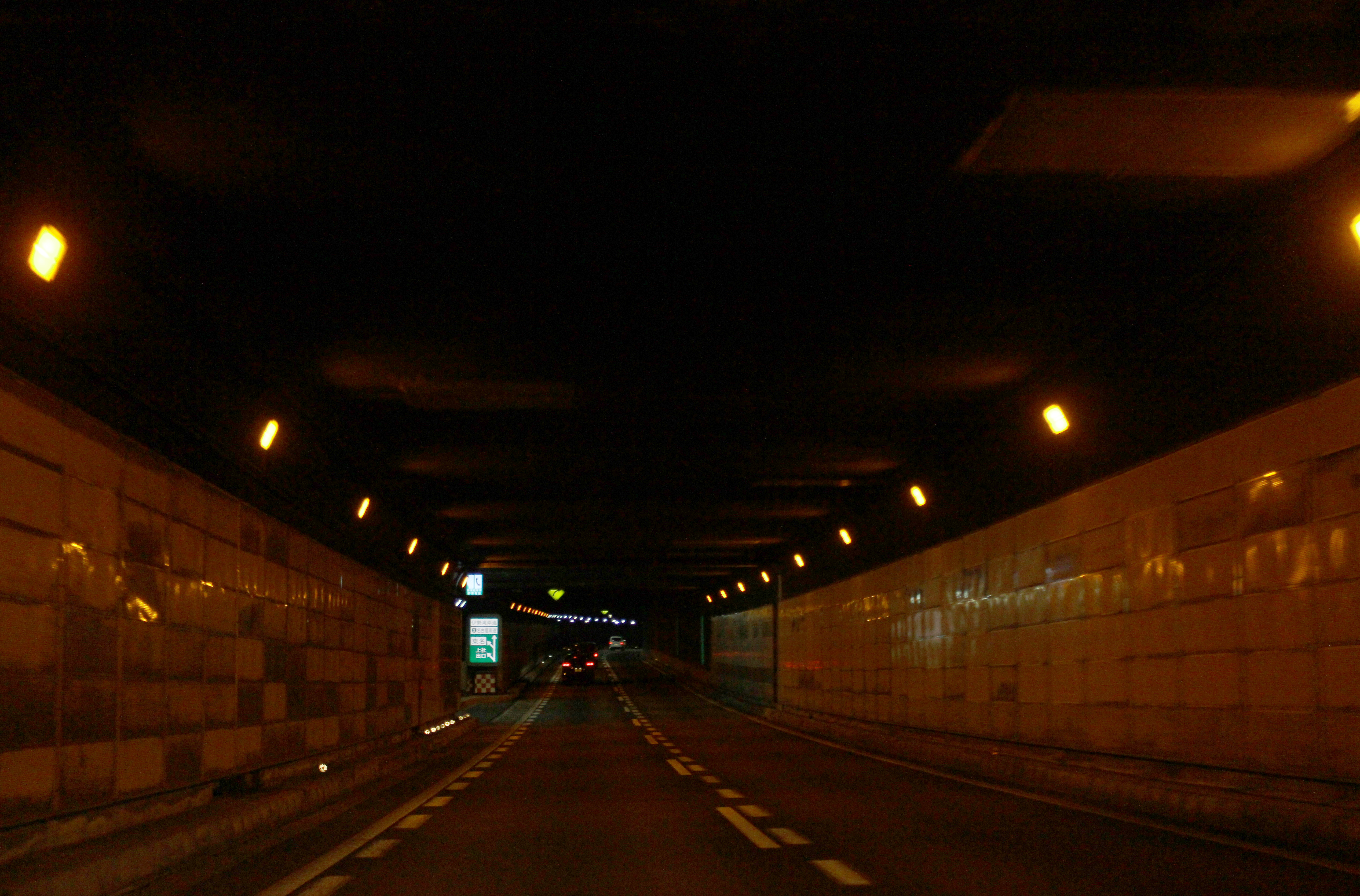
外回りの名東トンネルから奥の引山IC流入部を望む。本線との分合流はトンネルの南側である。
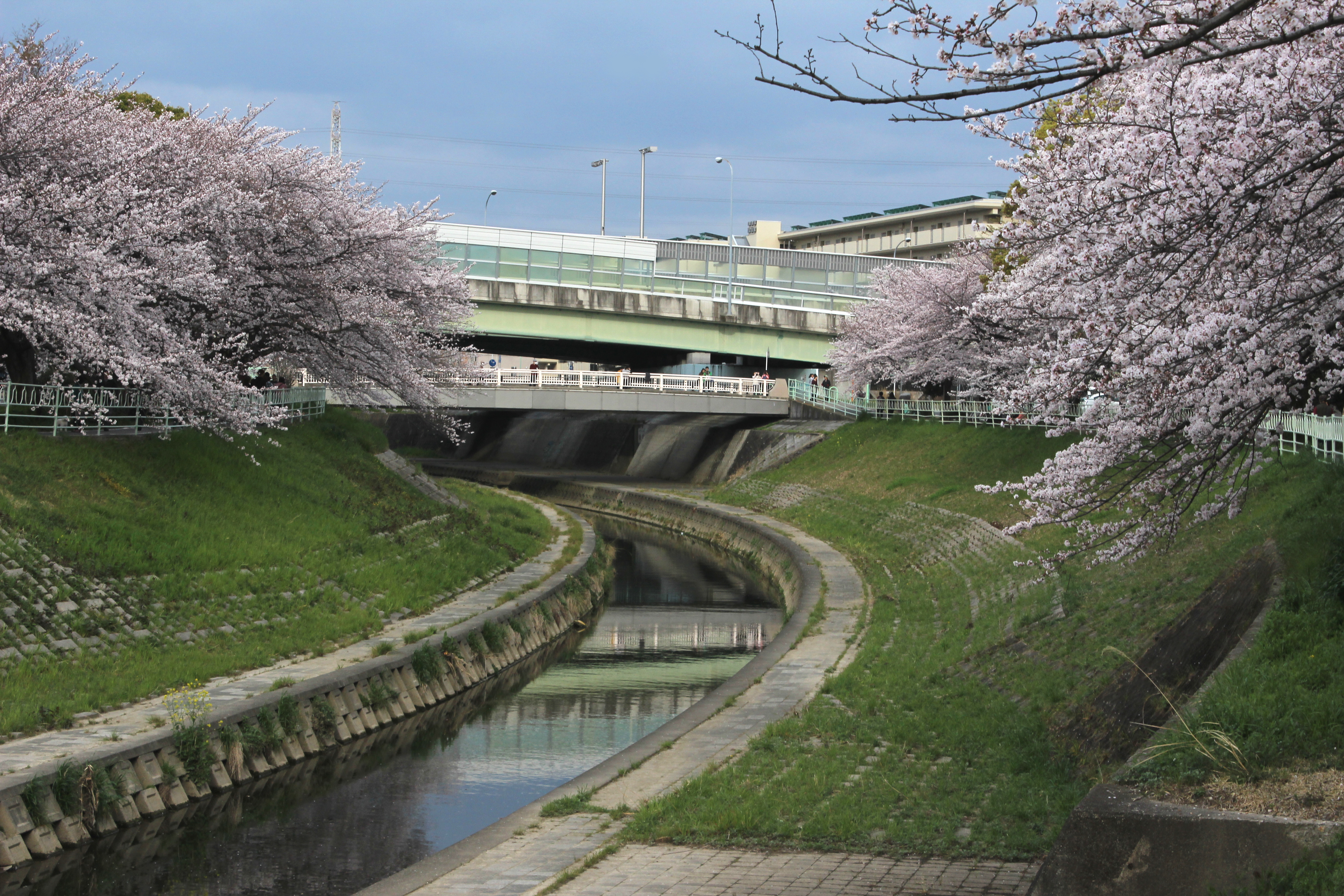
引山ICオフランプと香流川。河川下を名東トンネルが横断。

## 歴史
- 1993年（平成5年）12月3日 : 東名阪自動車道勝川IC - 名古屋IC間開通と同時に当ICを開設[9]
- 2011年（平成23年）3月20日 : 所属路線名称を名古屋第二環状自動車道（名二環）に変更[10]

## 周辺
- 香流川
- イオン 名古屋東店（旧・ダイエー）
- 引山バスターミナル

## 接続する道路
- 直接接続
  - 国道302号（名古屋環状2号線）[1]
- 間接接続
  - 国道363号（出来町通）[1]
  - 愛知県道215号田籾名古屋線（出来町通）

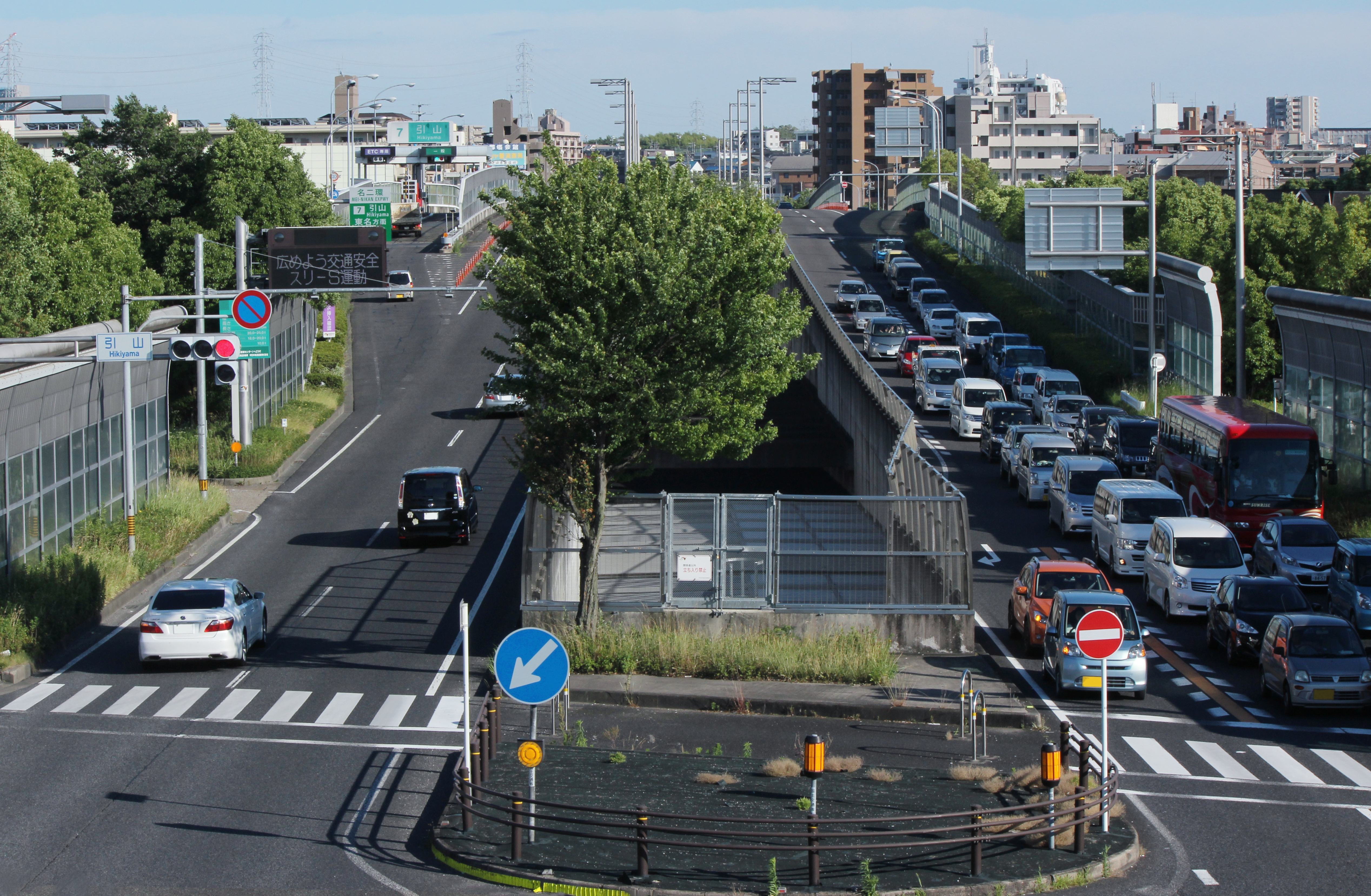
国道302号に接続（左奥に入口、右奥に出口）。
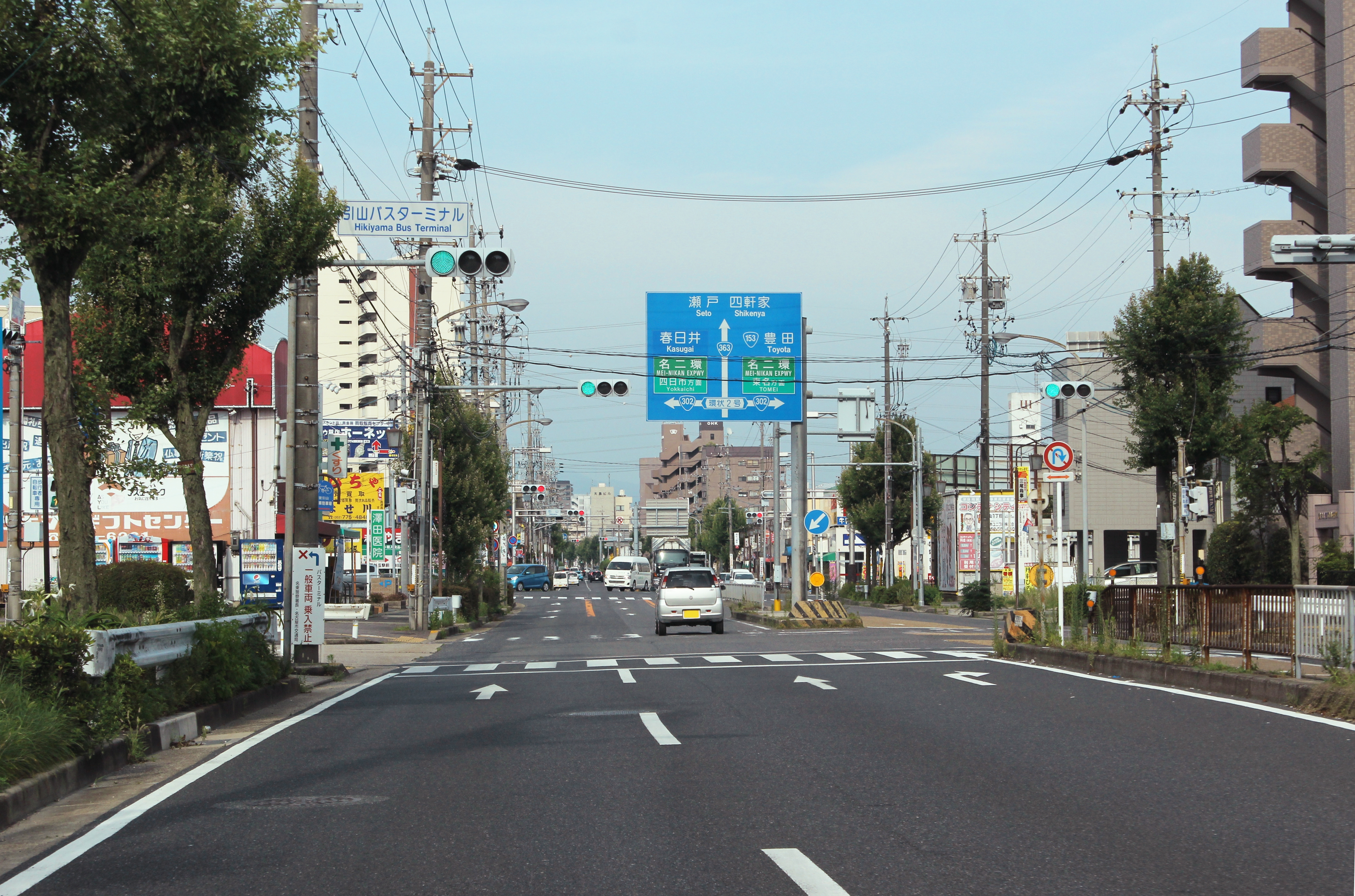
当ICは国道302号を介して愛知県道215号・国道363号に接続

## 料金所

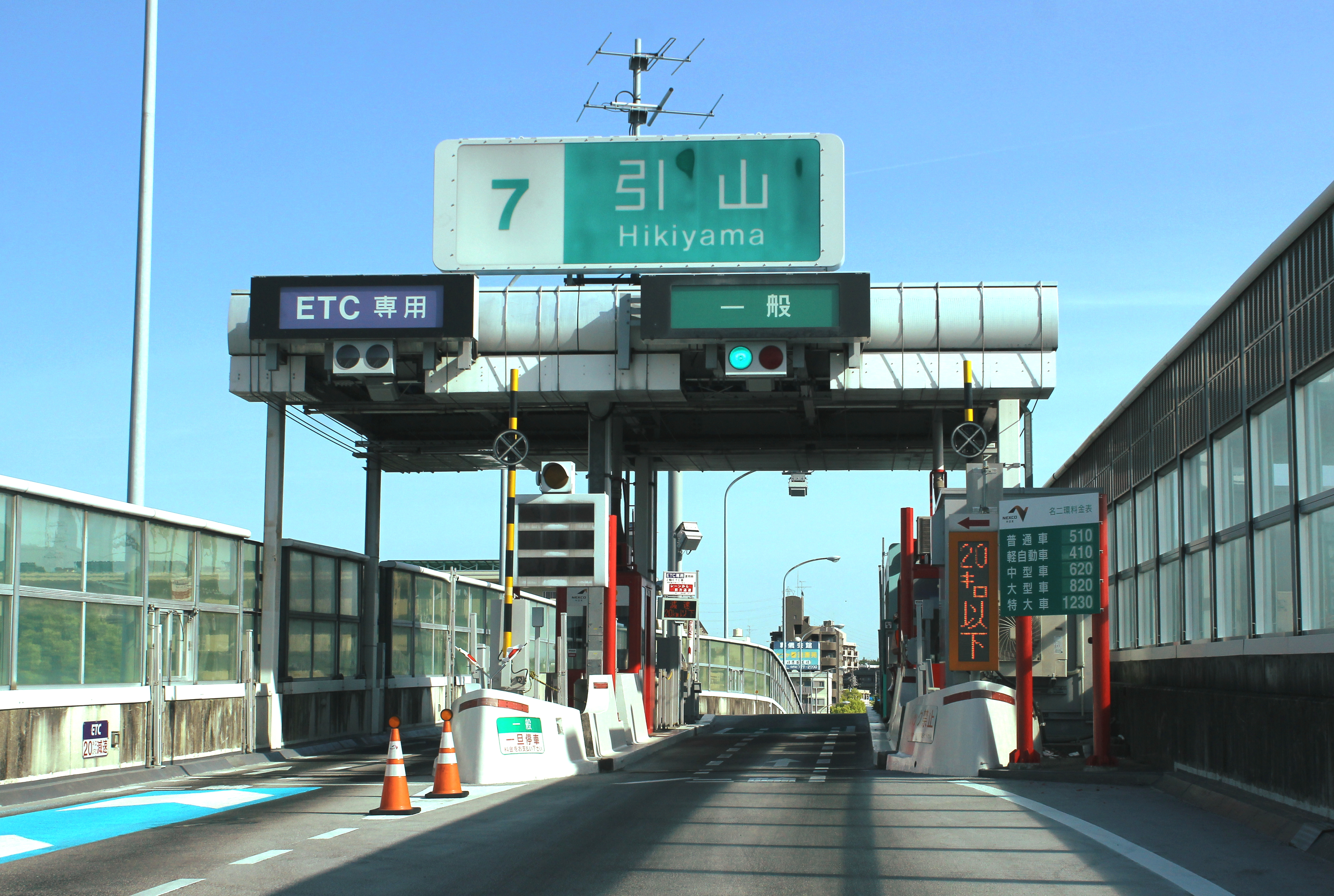
2ブース2ゲートのトールゲート

レーン運用は、時間帯やメンテナンスなどの事情により変更される場合がある。
- レーン数 : 2[11]
  - ETC : 1
  - 一般 : 1

## 隣
C2 名古屋第二環状自動車道
(6)上社IC - (7)引山IC - (8)大森IC